# Thomas, a gőzmozdony – A bátor mozdonyok kalandja
A Thomas, a gőzmozdony – A bátor mozdonyok kalandja (eredeti cím: Thomas & Friends: Tale of the Brave) egy 2014-es brit animációs, gyerekeknek készült kalandfilm. A filmet Rob Silvestri rendezte Andrew Brenner forgatókönyve alapján, a zenét Robert Hartshorne és Peter Hartshorne készítette. A történet narrátora a sorozathoz hasonlóan Mark Moraghan, mellette felbukkannak a karakterek hangjaiként Ben Small, Olivia Colman, Mike Grady és Steve Kynman.
A filmet az Egyesült Királyságban 2014. szeptember 1-jén mutatták be, Magyarországon a Minimax adta le 2014. szeptember 27-én.

## Cselekménye
Thomas éppen az Agyagbányában dolgozik amikor vihar tör ki, és földcsúszamlás áldozata lesz. Ben és Bill, a két mozdony kimenti a bányából, Thomas pedig érdekes dologról számol be: hatalmas lábnyomokat látott, amit egyik barátja, Percy szerint egy szörnyeteg hagyott. Thomas nem tud visszamenni a bányába hogy megbizonyosodjon arról, amit látott, közben Percy egyre jobban retteg a szerinte létező szörnytől, aminek az egyik új, fura vonatot, Gator-t tartja. Társa, James még jobban próbálja ráhozni a frászt, de aztán Percy kezd ráébredni, hogy Gator-ban egy új barátra lelhet, miközben a bánya rejtélye is kezd szép lassan kiderülni.

## Szereplők
| Szereplő            | Eredeti hang                               | Magyar hang          |
| ------------------- | ------------------------------------------ | -------------------- |
| Mesélő              | Mark Moraghan                              | Csankó Zoltán        |
| Thomas              | Ben Small (UK)/Martin Sherman (USA)        | Csőre Gábor          |
| Edward              | Keith Wickham (UK)/William Hope (USA)      | Galbenisz Tomasz     |
| Henry               | Keith Wickham (UK)/Kerry Shale (USA)       | Seder Gábor          |
| Gordon              | Keith Wickham (UK)/Kerry Shale (USA)       | Karácsonyi Zoltán    |
| James               | Keith Wickham (UK)/Kerry Shale (USA)       | Gyurik István        |
| Percy               | Keith Wickham (UK)/Martin Sherman (USA)    | Szokol Péter         |
| Emily               | Teresa Gallagher (UK)/Jules de Jongh (USA) | Haffner Anikó        |
| Cranky              | Matt Wilkinson (UK)/Glenn Wrage (USA)      | Szabó Sipos Barnabás |
| Kevin               | Matt Wilkinson (UK)/Kerry Shale (USA)      | Szabó Máté           |
| Kövér ellenőr       | Keith Wickham (UK)/Kerry Shale (USA)       | Faragó András        |
| Sir Robert Norramby | Mike Grady                                 | Áron László          |
| Marion              | Olivia Colman                              | Hábermann Lívia      |
| Timothy             | Tim Whitnall                               | Rajkai Zoltán        |